# Sinokvět chrpovitý
Sinokvět chrpovitý (Jurinea cyanoides) je vytrvalá rostlina, jeden ze dvou druhů rodu sinokvět, které v České republice rostou. Tato rostlina svým vzhledem vzdáleně připomínající bodlák nebo chrpu, je v české přírodě velice vzácná a je chráněna.

## Rozšíření
Druh pochází z kontinentální oblasti rozkládající se od Běloruska přes Ukrajinu, okolí Kavkazu a západní Sibiř až do Turkmenistánu a po okraj Altaje. Druhotně se sinokvět chrpovitý rozšířil do Střední Evropy kde se v současnosti ostrůvkovitě vyskytuje jako refugium na lokalitách reliktního charakteru výhradně v Česku a v Německu (okolo Rýna a Mohanu a v předhůří Harzu).

## Výskyt v Čechách
V minulosti se na území ČR nacházel asi na 30 stanovištích v oblastech vátých písků ve středním Polabí. V současnosti tento velice vzácný druh vyrůstá jen na dvou lokalitách v okrese Mělník. První z nich je železniční násep v přírodní památce Písčina u Tišic. Druhá, obnovená lokalita je v přírodní památce Písčina u Tuhaně. Tam byl původní výskyt obnoven výsevem na konci roku 2009 a výsadbou na začátku roku 2010. Třetí, dříve uváděná lokalita u obce Oleško (též u obce Travčice) v okrese Litoměřice, je od roku 2006 považována za zaniklou.

## Ekologie
Jeho středoevropské lokality bývají nejčastěji na velmi jemnozrnných a minerálně bohatých půdách v písečných přesypech. Tento vytrvalý druh roste roztroušeně v nížinách až pahorkatinách na suchých osluněných místech, v řídkých borových lesích a vřesovištích, v pískovnách, na okrajích cest i náspech železničních tratí, ve vinohradech aj. Je vázán na mírně kyselé až mírně zásadité půdy s často rozrušovaným povrchem na kterém se vyskytuje jen chudý a nezapojený rostlinný porost. Nevadí mu extrémní sucho ani nevýživné půdy, naopak nesnáší konkurenční rostliny.
V oblastech hlavního rozšíření však rostlina není vázaná jen na písčité duny jako ve střední Evropě, ale roste také na hlubokých černozemích.

## Popis
Vytrvalá bylina dorůstající do výše 25 až 70 cm. Vyrůstá z málo větveného, až do 2 až 2,5 m hluboko sahajícího kůlovitého kořene. Z něj vodorovně vyrůstají mělce uložené výběžkaté kořeny ze kterých pučí listové růžice. Přímé jednoduché nebo jen řídce větvené lodyhy jsou podélně rýhované a řídce porůstají chloupky. Mladé rostliny mají listy kopinaté až čárkovité, celistvé a na okrajích podvinuté. U starších rostlin jsou dlouze řapíkaté listy s okrouhlou peřenosečnou čepelí, která mívá pět až šest párů úzce kopinatých úkrojků až 40 mm dlouhých a 4 mm širokých. Listy jsou na svrchní straně řídce pavučinatě chlupaté a na spodní hustě stříbřitě plstnaté.
Na vrcholu lodyh nebo větví vyrůstají jednotlivě kulovité květní úbory o průměru 2 až 3 cm. Rostlina jich mívá jeden až dvanáct. Jsou tvořeny oboupohlavnými pětičetnými kvítky s červenofialovou trubkovitou korunou s asi 5 mm dlouhými čárkovitými cípy. Střechovitý zákrov úboru je kulovitý, víceřadý a jeho listeny dlouhé 16 až 18 mm jsou kopinaté až čárkovité, na konci špičaté a mívají červenofialový nádech. Květy rozkvétají od července do září, nažky dozrávají do konce října. Tyto cizosprašné rostliny jsou opylovány běžnými druhy hmyzu z řádů blanokřídlých, dvoukřídlých a motýlů. Dozrávající nažky vyžírají larvy motýlů zavíječů rodu Dioryctria.

## Rozmnožování
Sinokvět chrpovitý se běžně rozmnožuje vegetativně (postranními růžicemi rostoucími z podzemních výběžků) a generativně (semeny s hladkými nebo zbrázděnými čtyřhrannými nažkami s chmýrem). Na českých lokalitách však po mnoho let nebyla zjištěná nová rostlina vyrostlá ze semene, druh se na těchto stanovištích pravděpodobně množí jen vegetativně. Rozšiřuje se pomalu a na krátké vzdálenosti rozrůstáním kořenových výběžků, vytváří klony.
Z jednoho úboru může být 50 až 100 nažek, avšak většinou jsou neplodné, bez embrya. Hranaté semeno bývá dlouhé i široké okolo 2 mm, váží průměrně 4,3 mg a chmýr nažky nejčastěji dosahuje délky 12 mm. Tato poměrně těžká semena bývají větrem zavátá jen do vzdálenosti nejvíce 10 m, neudrží se ani v srsti zvířat. Mají jen krátkou dobu životnosti a proto jich v půdě nebývá zásoba.
Plodná semena nejsou dormantní a někdy klíčí již na podzim, častěji však až v březnu a dubnu příštího roku. Prvým rokem vytvoří rostliny listovou růžici a ve druhém roce se vytvoří kořenové odnože s dceřinými růžicemi, které zůstanou dlouhodobě propojeny s mateřskou rostlinou. Zimní období přežívá pouze podzemní část a na jaře rostlina obrůstá z obnovovacích pupenů umístěných těsně nad povrchem půdy.

## Ohrožení
Ohrožení tohoto druhu spočívá převážně v ubývání vhodných lokalit a v nevhodném hospodaření na stávajících. Jeho růst a rozšiřování může být úspěšné jen na pravidelně narušovaných suchých stanovištích s minerálně dobře zásobenou, ale na dusíkaté živiny chudou písčitou půdou. Klesající počet jedinců v České republice úzce souvisí s omezenou možností generativního rozmnožování, při současném kvetení jen malého počtu rostlin nedochází při opylování k tvorbě životaschopných semen. Předpokládá se, že u malých a izolovaných populací dochází k inbreedingu.
Pro záchranu vzácného druhu je zpracován záchranný program, který spočívá hlavně ve starostlivosti o pozemek, ať již pastvou nebo sečením, odstraňováním konkurenčních rostlin a případným rozdrolováním travního drnu a hrabání opadu. Nadále se počítá s výsadbou nových rostlin vypěstovaných ze životaschopných semen nebo naklonováním stávajících jedinců.
Sinokvět chrpovitý je zařazen mezi zvláště chráněné druhy rostlin v kategorii kriticky ohrožené podle „Vyhlášky MŽP ČR č. 395/1992 Sb. ve znění vyhl. č. 175/2006 Sb.“ (§1) a taktéž podle „Červeného seznamu cévnatých rostlin České republiky“ (C1t).

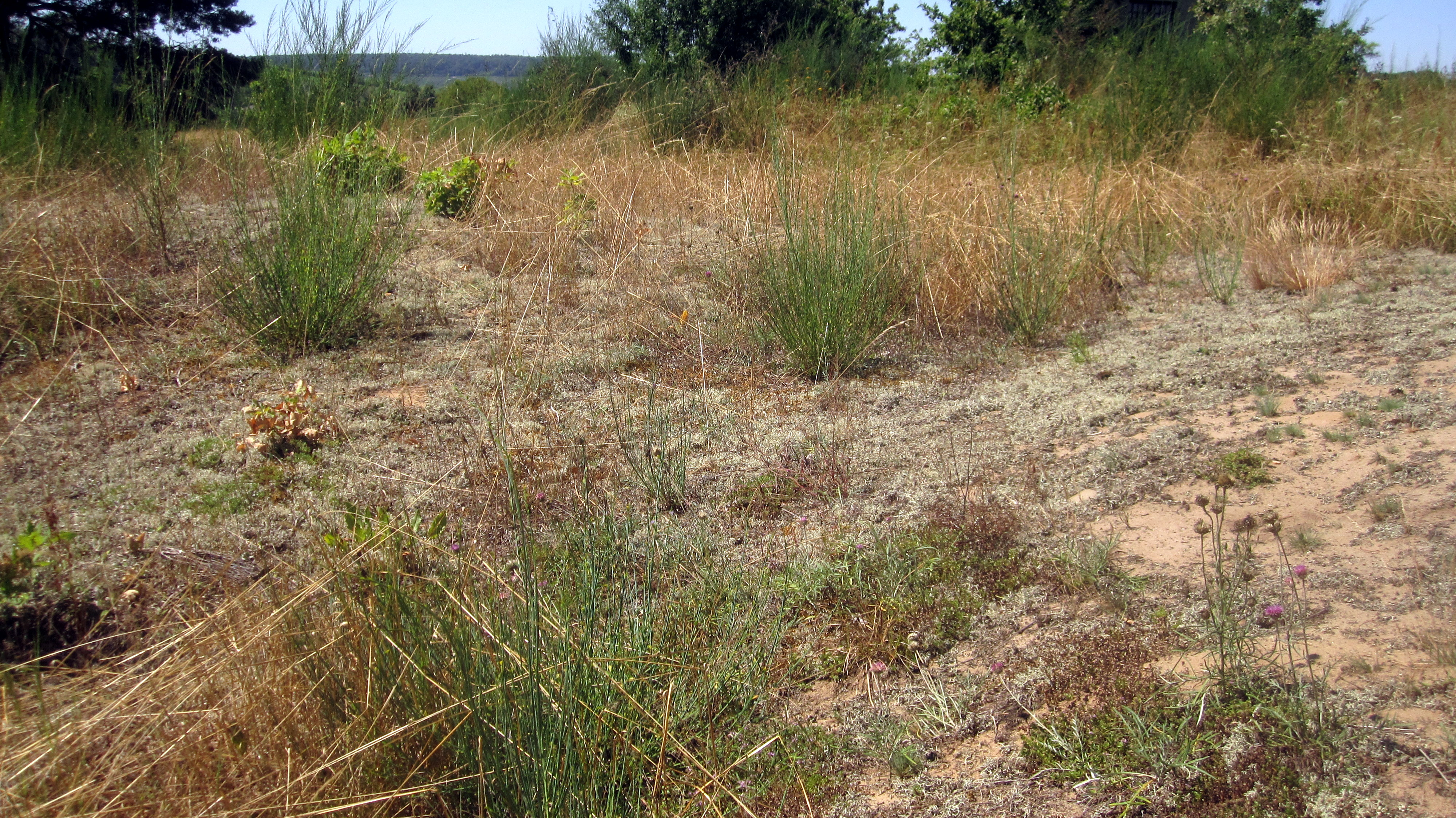
Typické prostředí
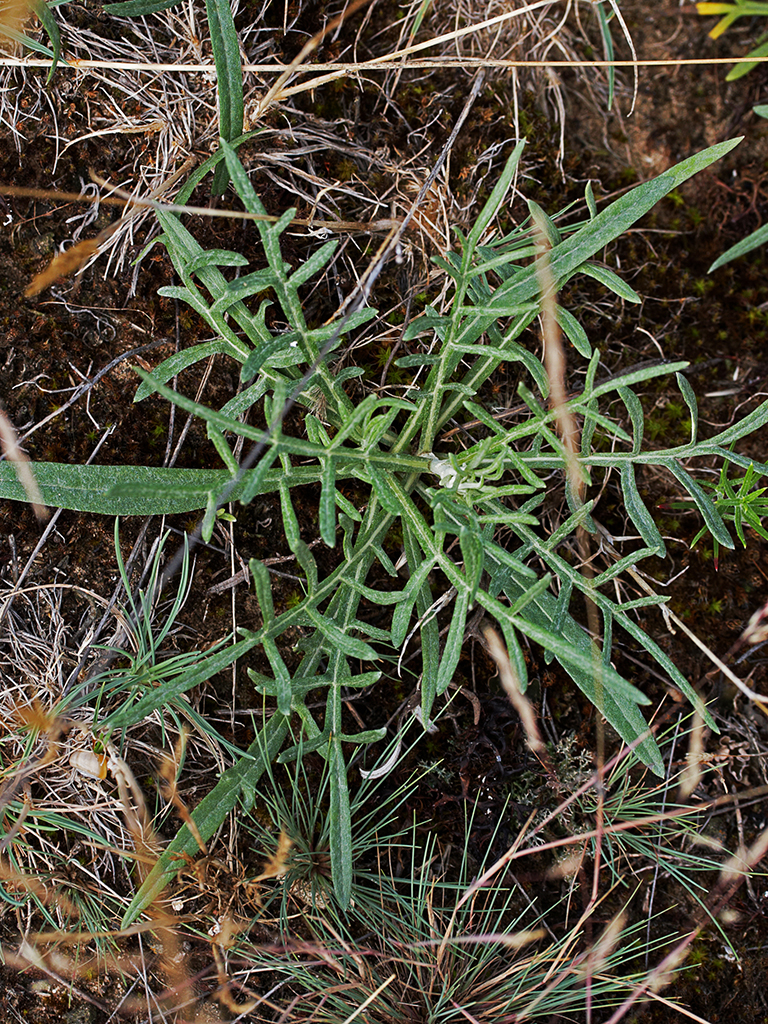
Listová růžice
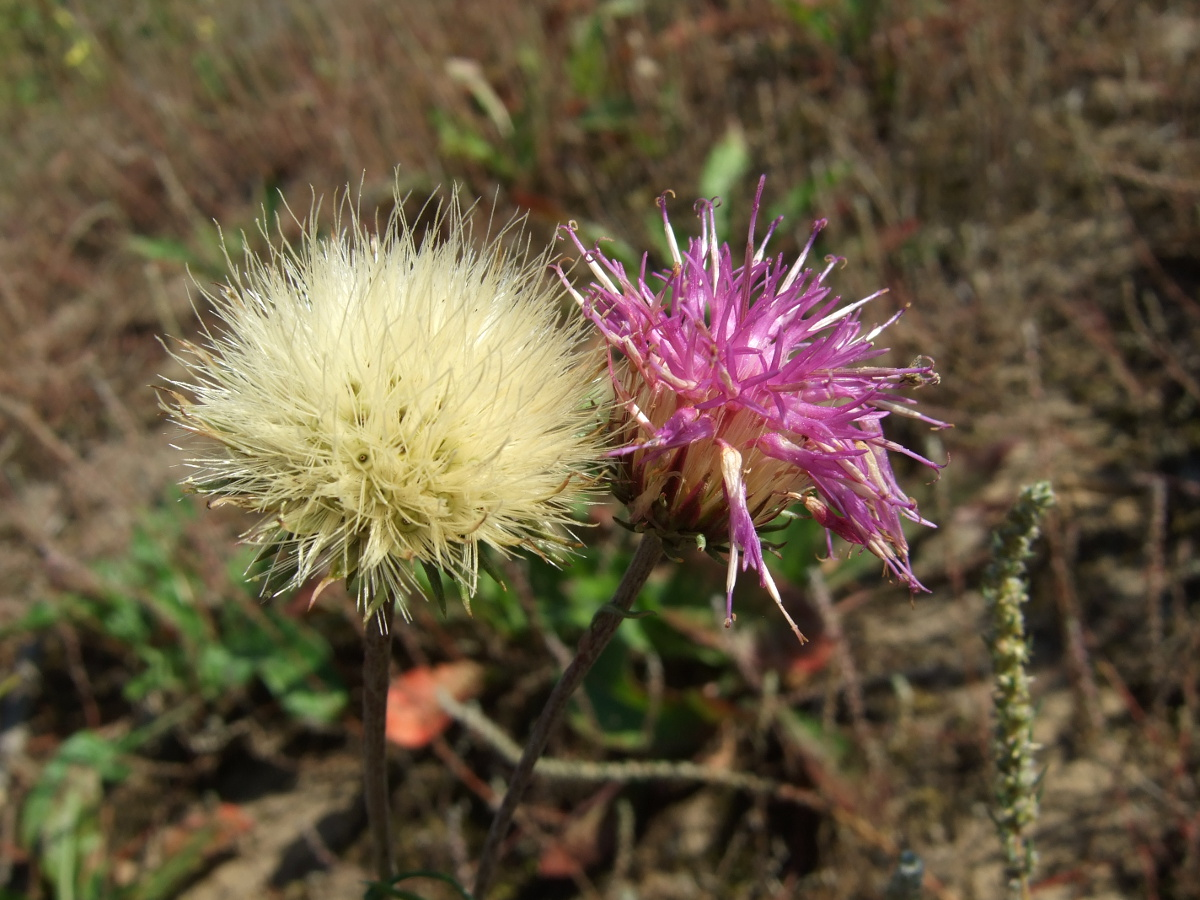
Kvetoucí a odkvétající květenství